# Erwin Hoffer
Erwin Hoffer (Baden bei Wien, Baja Austria, Austria, 14 de abril de 1987) es un futbolista austríaco. Juega de delantero y actualmente se encuentra sin equipo.

## Trayectoria
Hoffer comenzó su carrera profesional en el Admira Wacker. Un entrenador de este club le puso el apodo de Jimmy debido al parecido de este jugador con el desaparecido sindicalista estadounidense Jimmy Hoffa. Erwin Hoffer llegó a lucir un corte de pelo en que se veía escrito su apodo.

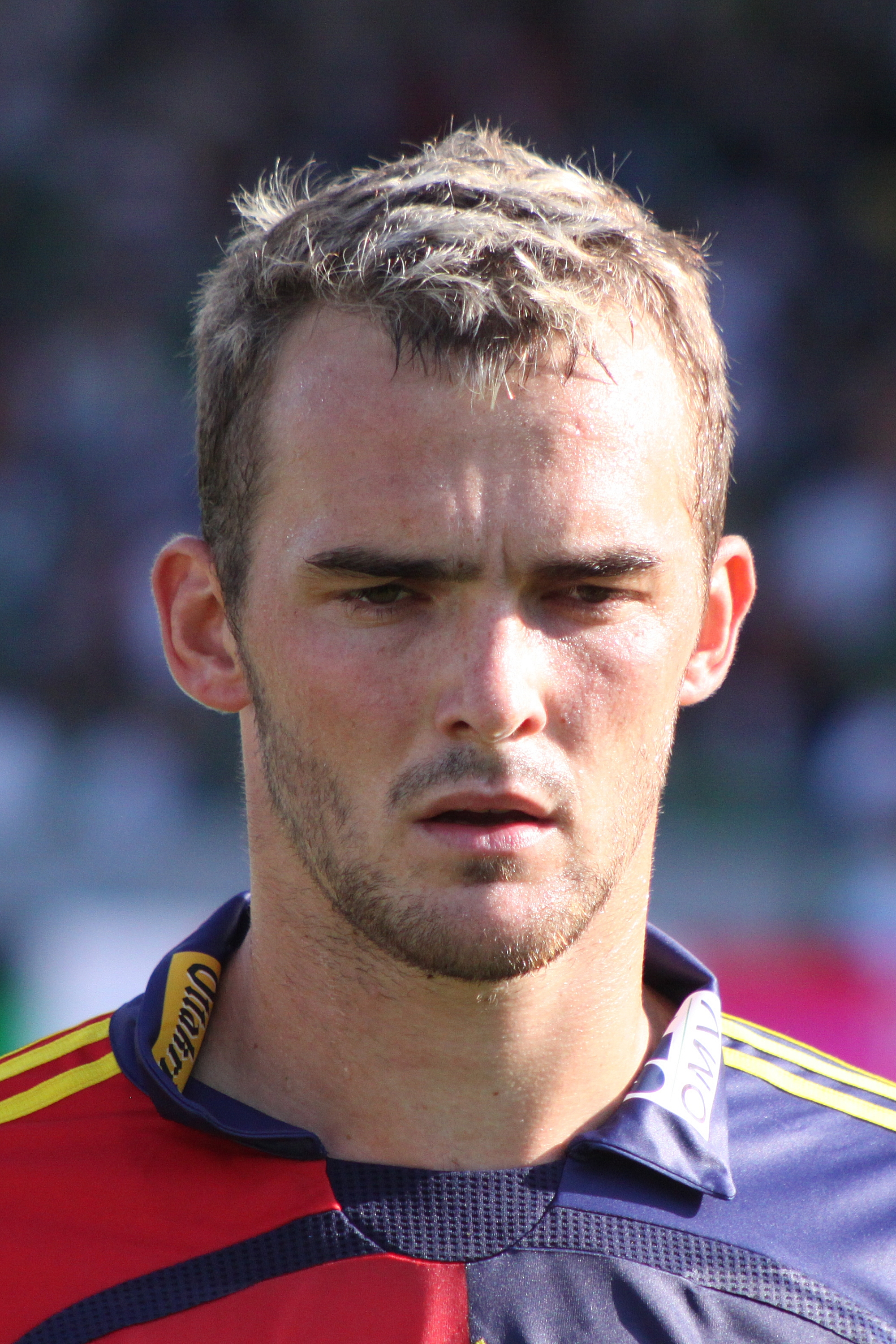
Hoffer con el Rapid de Viena (2009).

En 2006 fichó por el Rapid de Viena. Con este club se proclamó campeón de Bundesliga Austriaca en la temporada 2007-08.

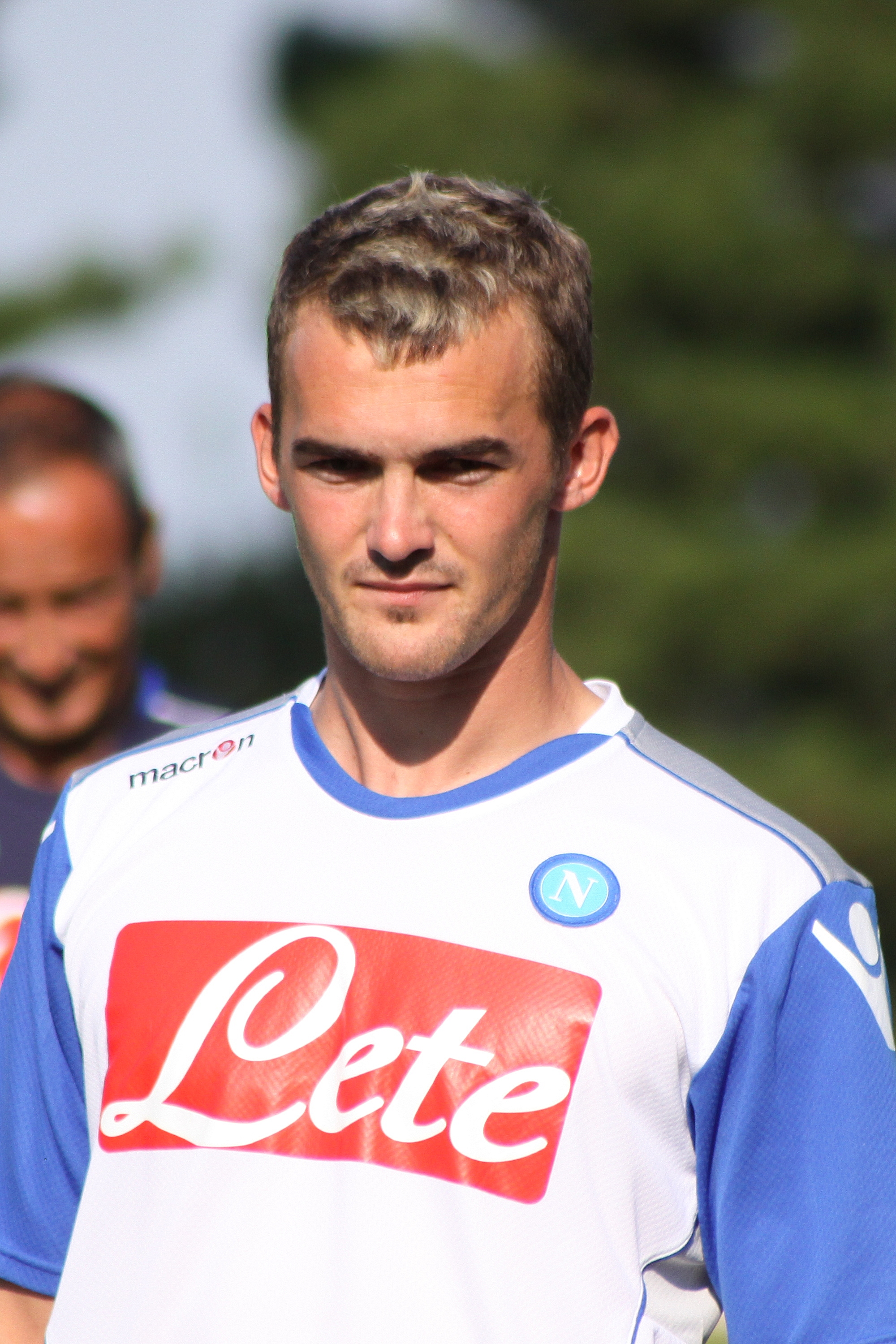
Durante un entrenamiento con el Napoli (2009).

El 28 de julio de 2009 firmó un contrato de 5 años con el Napoli italiano. Debutó con la camiseta azul el 16 de agosto en el partido de Copa de Italia contra la Salernitana, reemplazando a Lavezzi y marcando el gol del definitivo 3-0. Sin embargo no encontró espacio en el equipo napolitano: solamente sumó 8 presencias en Serie A, ninguna como titular, y 3 en Copa de Italia. 

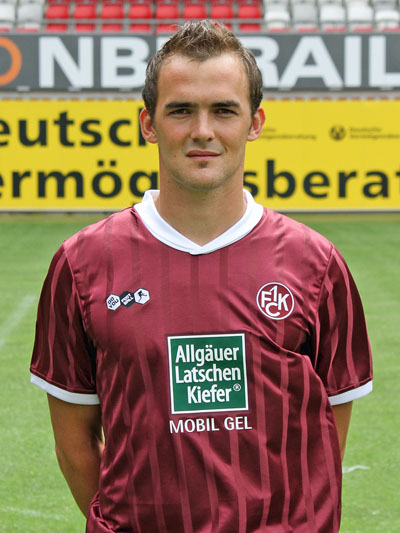
Con la camiseta del Kaiserslautern (2010).

El 15 de julio de 2010 se incorporó a préstamo al Kaiserslautern alemán, recién ascendido a la primera división, donde jugó 24 partidos, marcando 5 tantos. Sin embargo, al término de la temporada  el club renano decidió no hacer uso de la opción de compra.
El 7 de julio de 2011 el Napoli lo cedió a préstamo, otra vez con opción de compra, al Eintracht Fráncfort de la Zweite Bundesliga alemana, renovando el préstamo la temporada siguiente. El 30 de enero de 2013, tras 6 presencias y un gol en la máxima categoría alemana, Hoffer deja el Eintracht para volver a préstamo al Kaiserslautern, en la Zweite Bundesliga, donde marcó 3 goles en 14 partidos.
Finalmente, el 21 de agosto de 2013 fichó por el Fortuna Düsseldorf, firmando un contrato hasta el 30 de junio de 2015. Al término del contrato, Hoffer fue transferido al Karlsruher. Posteriormente, se mudó a Bélgica para fichar por el Beerschot de Amberes, donde jugó hasta 2019, para luego volver a su país y firmar con su primer equipo profesional, el Admira Wacker.

## Selección nacional

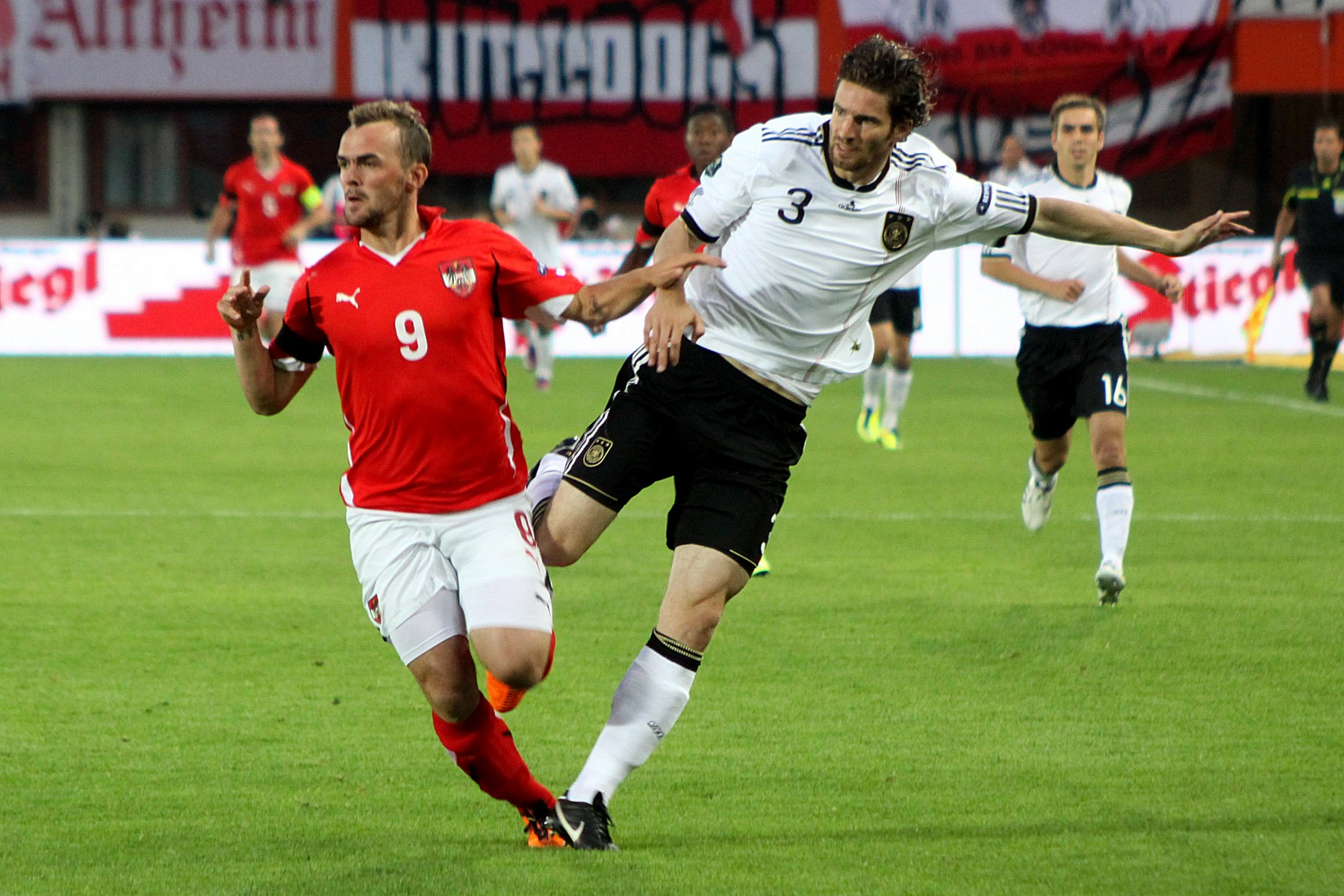
A la izquierda, durante un partido de la selección austriaca ante Alemania (2011).

Ha pasado por todas las categorías inferiores de su país destacando como delantero. Consiguió anotar 24 tantos en 45 partidos (un promedio de más de 1 gol cada 2 partidos).
Ha sido internacional con la selección absoluta de fútbol de Austria en 28 ocasiones, con 4 goles. Su debut internacional se produjo el 2 de junio de 2007 contra Paraguay. Fue convocado por su selección para participar en la Eurocopa de Austria y Suiza de 2008, donde disputó un encuentro contra Alemania.

### Participaciones en Eurocopas
| Eurocopa      | Sede            | Resultado    |
| ------------- | --------------- | ------------ |
| Eurocopa 2008 | Austria y Suiza | Primera fase |

## Clubes
| Club                          | País     | Año         |
| ----------------------------- | -------- | ----------- |
| FC Admira Wacker Mödling      | Austria  | 2004 - 2006 |
| SK Rapid Viena                | Austria  | 2006 - 2009 |
| SSC Napoli                    | Italia   | 2009 - 2010 |
| 1. FC Kaiserslautern (cedido) | Alemania | 2010 - 2011 |
| Eintracht Fráncfort (cedido)  | Alemania | 2011 - 2013 |
| 1. FC Kaiserslautern (cedido) | Alemania | 2013        |
| Düsseldorfer TSV Fortuna 1895 | Alemania | 2013 - 2015 |
| Karlsruher SC                 | Alemania | 2015 - 2017 |
| KFCO Beerschot Wilrijk        | Bélgica  | 2017 - 2019 |
| FC Admira Wacker Mödling      | Austria  | 2019 - 2021 |

## Palmarés

### Campeonatos nacionales
| Título               | Club           | País    | Año         |
| -------------------- | -------------- | ------- | ----------- |
| Bundesliga Austriaca | Rapid de Viena | Austria | 2007 - 2008 |